# Cesare Del Cancia
Cesare Del Cancia (Buti, Toscana, 6 de maig de 1915 - Pontedera, 25 d'abril de 2011) va ser un ciclista italià que fou professional entre 1936 i 1946.
Durant la seva carrera esportiva aconseguí deu victòries, entre elles la Milà-Sanremo de 1937 i tres etapes del Giro d'Itàlia. En aquesta darrera cursa hi participà en sis ocasions, acabant tres vegades entre els deu primers. En el moment se la seva mort era el ciclista més veterà en haver guanyat una etapa i vestir el mallot rosa del Giro.

## Palmarès
- 1936
  - 1r de la Milà-Torí
  - 1r de les Tres Valls Varesines
  - Vencedor d'una etapa del Giro de les Quatre Províncies
- 1937
  - 1r de la Milà-Sanremo
  - 1r al Giro de l'Emília
  - Vencedor d'una etapa al Giro d'Itàlia
- 1938
  - 1r del Giro del Lazio
  - 1r al Giro del Lago de Como
  - Vencedor de 2 etapes al Giro d'Itàlia

### Resultats al Giro d'Itàlia
- 1936. 13è de la classificació general
- 1937. 5è de la classificació general. Vencedor d'una etapa
- 1938. 7è de la classificació general. Vencedor de 2 etapes
- 1939. 8è de la classificació general
- 1940. 18è de la classificació general
- 1946. 27è de la classificació general